# 賴斯 (伊利諾伊州佩里縣)
賴斯（英語：Rice）是位於美國伊利諾伊州佩里縣的一個非建制地區。該地的面積和人口皆未知。

## 地理
賴斯的座標為38°12′02″N 89°23′01″W / 38.20056°N 89.38361°W，而該地的平均海拔高度為155米（即509英尺）。